# I Wanna Be Santa Claus
I Wanna Be Santa Claus (с англ. — «Я хочу быть Санта-Клаусом») — двенадцатый студийный и первый рождественский альбом Ринго Старра, выпущенный 18 октября 1999 лейблом Mercury. Альбом является не только первым долгоиграющим рождественским альбомом Старра, но это вообще первый рождественский LP-диск кого-либо из бывших участников The Beatles, поскольку в 1970-х годах Джордж Харрисон, Джон Леннон и Пол Маккартни выпускали с «музыкой к Рождеству» только синглы.
I Wanna Be Santa Claus записывался в марте—сентябре 1999 Ринго Старром, его партнёром по музыкальной работе в этот период музыкантом и продюсером Марком Хадсоном и многими из участников записи альбома Старра 1998 года Vertical Man; приняли участие в работе над альбомом и две «специально приглашенных знаменитости» (как часто практиковал Старр) — Джо Перри из группы Aerosmith и бывший участник группы Eagles Тимоти Б. Шмит. Альбом, составленный как из многих традиционных «рождественских» песен, так и из песен, специально для него написанных, записывался на нескольких студиях в Великобритании и США. Вместе с музыкантами участие в записи приняли и члены их семей.

## Выпуск альбома
I Wanna Be Santa Claus был выпущен лейблом Mercury 18 октября 1999, перед сезоном «рождественских распродаж». Несмотря на хорошие отзывы критиков, альбом не получил коммерческого успеха. Спустя некоторое время нераспроданные остатки тиража альбома были уничтожены.
В 2003 альбом был переиздан в продававшейся по низкой цене коллекции, озаглавленной 20th Century Masters: The Best Of Ringo Starr/The Christmas Collection, с абсолютно тем же трек-листом.
После трёх подряд коммерчески неуспешных альбомов Ринго Старра лейбл Mercury Records прекратил с ним контракт о сотрудничестве.
12 октября 2017 года рождественский альбом впервые был выпущен на виниле.

## Список композиций
| №   | Название                               | Автор(ы)                                                   | Длительность |
| --- | -------------------------------------- | ---------------------------------------------------------- | ------------ |
| 1.  | «Come On Christmas, Christmas Come On» | Ричард Старки, Марк Хадсон, Dean Grakal                    | 3:36         |
| 2.  | «Winter Wonderland»                    | Felix Bernard, Richard B. Smith                            | 2:55         |
| 3.  | «I Wanna Be Santa Claus»               | Старки, Хадсон, Dick Monda                                 | 3:46         |
| 4.  | «The Little Drummer Boy»               | Harry Simeone, Henry Onorati, Katherine K. Davis           | 3:19         |
| 5.  | «Rudolph the Red-Nosed Reindeer»       | Johnny Marks                                               | 2:21         |
| 6.  | «Christmas Eve»                        | Старки, Хадсон                                             | 4:26         |
| 7.  | «The Christmas Dance»                  | Старки, Хадсон, Jim Cox, Steve Dudas                       | 4:06         |
| 8.  | «Christmas Time (Is Here Again)»       | Джордж Харрисон, Джон Леннон, Пол Маккартни, Ричард Старки | 4:06         |
| 9.  | «Blue Christmas»                       | Bill Hayes, Jay Johnson                                    | 2:58         |
| 10. | «Dear Santa»                           | Старки, Хадсон, Steve Dudas                                | 5:12         |
| 11. | «White Christmas»                      | Ирвинг Берлин                                              | 2:56         |
| 12. | «Pax Um Biscum (Peace Be with You)»    | Старки, Хадсон, Scott Gordon                               | 4:46         |

Примечания:

1) «The Christmas Dance». После этого трека перед следующим — шум и болтовня (англ. chatter) в студии.

2) «Christmas Time (Is Here Again)». Первоначально записана The Beatles в 1967 для их ежегодного сингла, распространявшегося только среди членов их фан-клуба.

3) «White Christmas». После этого трека перед следующим — короткая скрипичная пьеса.

## Участники записи
(по)
- Ринго Старр — ведущий вокал (1-12), барабаны (1-12), перкуссия (1-12), меллотрон (12), мехи (Bellowphone bellows) (8)
- Марк Хадсон — акустическая гитара (3, 5, 6, 8), электрогитара (1, 2, 4-6), бас-гитара (1-5, 7-10), клавишные (3), меллотрон (12), блокфлейта (12), перкуссия (1, 3-5, 7, 8, 10-12), бэк-вокал (1-3, 5-12)
- Джим Кокс (Jim Cox[4]) — аккордеон (8), акустическая гитара (8), клавишные (3, 5, 7, 8, 10), электроорган B3 (4, 11), электроорган Wurlitzer (2, 4, 9), фортепиано (2, 6), синтезатор (11), перкуссия (12)
- Скотт Гордон (Scott Gordon[5]) — губная гармоника (1), клавишные (12), синтезатор (12), перкуссия (1, 3, 4, 5, 7, 10)
- Стив Дудас (Steve Dudas[6]) — акустическая гитара (8), электрогитара (3-5, 8, 11), перкуссия (12)
- Джо Перри — соло-гитара (8), электрогитара (8, 12)
- Тимоти Б. Шмит — бэк-вокал (3, 4, 11)
- Matt Hurwitz — акустическая гитара (8)
- Armand Sabal-Lecco — бас-гитара (6, 11)
- Ben Labi — электрогитара (4)
- Bill Hudson — электрогитара (2), бэк-вокал (8, 11)
- Marc Fantini — электрогитара (4), бэк-вокал (3, 4, 8, 12)
- Steffan Fantini — электрогитара (4), бэк-вокал (3, 4, 8, 12)
- Jaydee Maness — Pedal Steel Guitar (9, 11)
- Pat Zicari — саксофон (1)
- Dan Higgins — саксофон (5, 7, 10)
- Christina Rasch — перкуссия (5), бэк-вокал (3, 11)
- Kalijut Bhamra — табла (12)
- Волынка (4, 8) — Bob Murphy, Ian Halliday, Roger Houth, Willie Cochrane
- Бэк-вокал (кроме указанного выше) — Brett Hudson (1, 8), Dick Monda (1, 8), Gary Burr (1, 2, 6-10), John Titta (8), Kiley Oliver (8), Sarah Hudson (1, 8), Tess Whiteheart (1, 8), Teisha Helgerson (12)

### Технический персонал
- Аранжировка для волынок — Jim’s Bag (4, 8), Mark’s Pipe (4, 8)
- Аранжировка для духовых — Джим Кокс (5, 7, 10), Марк Хадсон (1)
- Аранжировка для струнных — Джим Кокс (6, 7, 10, 12)
- Оформление альбома — Allyson Spellacy, Марк Хадсон, Ondine Bue, Ринго Старр, Sonia Ives
- Инженеры — Andy Wright, Dave Reed, Марк Хадсон, Paul Caruso, Rupert Coulson
- Ассистенты инженеров — Alex Gibson, Alex Scannell, Chris Clark, Eric Greedy, Jesse Gorman, Oliver Hug, Stephen Alexander Sullivan
- Исполнительный продюсер — Susanne Marie Edgren
- Мастеринг — Greg Calbi
- Микширование — Марк Хадсон, Scott Gordon
- Оркестровка — George Hamer
- Продюсеры — Марк Хадсон, Ринго Старр
- Инженер звукозаписи — Scott Gordon

### Записано на студиях
- Copyright (p) — Island Def Jam Music Group
- Copyright (c) — Island Def Jam Music Group
- Запись — WhatInTheWhatHe? Studios
- Запись — Stable Cottage Studios
- Запись — Abbey Road Studios
- Запись — Funny Bunny Studios
- Запись — The Village Recorder
- Запись — Westlake Studios
- Запись — Boneyard
- Микширование — A&M Studios, Los Angeles, CA
- Мастеринг — Sterling Sound